# Ochii minții (Star Trek: Generația următoare)
„Ochii minții” (titlu original: „The Mind's Eye”) este al 24-lea episod din al patrulea sezon al serialului TV american științifico-fantastic Star Trek: Generația următoare și al 98-lea episod în total. A avut premiera la 27 mai 1991.
Episodul a fost regizat de David Livingston după un scenariu de René Echevarria bazat pe o poveste de Ken Schafer și Echevarria.

## Prezentare
Romulanii îl manipulează pe Geordi pentru a îndeplini o misiune sub acoperire.

## Actori ocazionali
- Larry Dobkin - Kell
- John Fleck - Taibak
- Colm Meaney - Miles O'Brien
- Edward Wiley as Vagh
- Majel Barrett - Computer Voice